# Odstoupení od smlouvy
Odstoupení od smlouvy je právní jednání, které je v českém právu upraveno v § 2001–2005 zákona č. 89/2012 Sb., občanský zákoník (dále též „občanský zákoník“). Odstoupení od smlouvy je jedním z druhů zániku závazku založeného smlouvou. „Odstoupením od smlouvy se závazek zrušuje od počátku.“ — § 2004 odst. 1 zákona č. 89/2012 Sb.  

## Podmínky odstoupení od smlouvy
V ustanovení § 2002 je stanoveno, že od smlouvy lze odstoupit, ujednají-li si to smluvní strany, nebo stanoví-li tak zákon. Zákonné důvody pro odstoupení od smlouvy jsou následující:
1. Poruší-li strana smlouvu podstatným způsobem, může druhá strana bez zbytečného odkladu od smlouvy odstoupit. Podstatné je takové porušení povinnosti, o němž strana porušující smlouvu již při uzavření smlouvy věděla nebo musela vědět, že by druhá strana smlouvu neuzavřela, pokud by toto porušení předvídala;[3] v ostatních případech se má za to, že porušení podstatné není.[4]
2. Strana může od smlouvy odstoupit bez zbytečného odkladu poté, co z chování druhé strany nepochybně vyplyne, že poruší smlouvu podstatným způsobem, a nedá-li na výzvu oprávněné strany přiměřenou jistotu.[4]

## Rozhodnutí odstoupit od smlouvy
V ustanovení § 2003 občanského zákoníku je upraveno rozhodnutí odstoupit od smlouvy, a to tak, že jakmile oprávněná smluvní strana oznámí druhé, že od smlouvy odstupuje (nebo že na ní setrvává), nemůže už rozhodnutí sama měnit. Pokud smluvní strana od smlouvy neodstoupí pro podstatné porušení smluvní povinnosti, ale měla na toto právo, nijak jí to nebrání od smlouvy odstoupit později s odkazem na obdobné jednání druhé strany

## Smluvní závazky po odstoupení od smlouvy
Odstoupením od smlouvy zanikají v rozsahu jeho účinků práva i povinnosti smluvních stran. Odstoupením od smlouvy se závazek ruší od počátku. Odstupuje-li od smlouvy věřitel a dlužník zčásti plnil, může věřitel odstoupit od smlouvy jen ohledně nesplněného zbytku plnění, avšak nemá-li toto částečné plnění pro věřitele význam, může věřitel odstoupit od smlouvy ohledně plnění celého. Pokud se při nepodstatném porušení smlouvy ocitne dlužník v prodlení, má věřitel povinnost mu poskytnout dostatečnou a přiměřenou lhůtu.
Je-li dlužník smlouvou zavázán k nepřetržité, či opakované činnosti nebo k postupnému dílčímu plnění, může věřitel od smlouvy odstoupit pouze s účinky do budoucna. Toto neplatí, nemají-li již přijatá dílčí plnění sama o sobě pro věřitele význam.

## Práva třetích stran a právní úkony nespadající pod odstoupení od smlouvy
Odstoupením od smlouvy zanikají v rozsahu jeho účinků práva i povinnosti smluvních stran, avšak nejsou jím dotčena práva třetích stran, která byla nabyta v dobré víře. Odstoupení od smlouvy nemůže zrušit a nedotýká se:
- práva na zaplacení smluvní pokuty nebo úroku z prodlení, pokud již dospěl,
- práva na náhradu škody způsobené porušením smluvních povinností
- ujednání, která mají vzhledem ke své povaze zavazovat strany i po odstoupení od smlouvy, zejména poté ujednání ohledně řešení dalších sporů.
- byl-li dluh jedné ze smluvních stran zajištěn, nedotýká se odstoupení od smlouvy ani zajištění.

## Odstoupení od smlouvy před rokem 2014
Před rokem 2014 byl institut odstoupení od smlouvy upraven zvlášť pro obchodní styk v § 344–357 zákona č. 513/1991 Sb., obchodní zákoník, a v ostatních případech v § 48 a 49 zákona č. 40/1964 Sb., občanský zákoník. Oba tyto zákony byly zrušeny nabytím účinnosti výše citovaného zákona č. 89/2012 Sb., občanský zákoník.